# Phare de Tabarca
Le phare de Tabarca est un phare situé à l'extrémité est de l'île de Tabarca, dans la province d'Alicante (Communauté valencienne) en Espagne. L'île est à environ 20 km au large d'Alicante.
Il est géré par l'autorité portuaire d'Alicante.

## Histoire
Le phare a été mis en service en 1854, un grand bâtiment qui a aussi servi d'école de gardiens de phare. Il se compose d'un bâtiment carré inférieur, de deux étages pour le logement et d'une petite tour carrée, sur le dessus, qui porte la lanterne. Il alerte les marins de la présence de l'île et des récifs environnants. Il est construit sur la partie est de l'île, proche de la Torre San Jose. Aujourd'hui, il est restauré et héberge un laboratoire de biologie qui sert de base technique à la réserve marine de l'île de Tabarca.
Ce phare historique avait été mis hors service en 1971 et remplacé par une tourelle cylindrique, avec lanterne et galerie double. Celle-ci fut redémontée et la lanterne a repris sa place sur le phare historique.
Identifiant : ARLHS : SPA136 ; ES-24270 - Amirauté : E0148 - NGA : 4652.
|                         |
| Phare de Islas Hormigas |

|                |
| Île de Tabarca |

|               |
| Plan de l'île |

### Lien connexe
- Liste des phares d'Espagne